# Dirac (kodek)
Dirac – falkowy kodek obrazu stworzony przez brytyjską telewizję BBC i rozwijany jako wolne oprogramowanie. Pierwszym zastosowaniem kodeka na masową skalę była transmisja Igrzysk Olimpijskich w Pekinie.
Nazwa kodeka pochodzi od nazwiska brytyjskiego fizyka Paula Diraca.

## Cele projektu
Dirac powstał jako cyfrowy odpowiednik standardu PAL, w którym jest powszechnie kodowany sygnał telewizji analogowej. BBC chce w ten sposób zapewnić przyszłość sobie oraz niezależnym nadawcom audycji telewizyjnych, ponieważ obecnie istniejące standardy kodowania cyfrowego są najczęściej płatne, a cena jest często pochodna od liczby odbiorców. W przypadku tak dużego nadawcy jak BBC oznaczałoby to nie tylko ogromne stałe koszty, ale także trwałe uzależnienie się od licencjodawców i ich formatów.

## Charakterystyka
Najważniejsze cechy Diraca to obsługa rozdzielczości od QCIF (176x144 pikseli) aż do UHDTV (7680x4320 pikseli) oraz wykorzystywanie wyłącznie wolnych od patentów technologii. W trybie najwyższej rozdzielczości Dirac wymaga do zakodowania obrazu zaledwie połowy przepływności potrzebnej do kompresji w standardzie MPEG-2, trwają także prace nad optymalizacją tego kodeka do wysyłania strumieni multimedialnych przez Internet oraz zmniejszeniem zapotrzebowania na moc procesora w odbiornikach.
Obecnie kodek jest już stabilny i gotowy do użytku przez końcowego użytkownika. Jego twórcy liczą na upowszechnienie Diraca jako otwartego standardu kompresji obrazu, tworzonego we współpracy ze społecznością FLOSS, dlatego dbają o dokumentację programu oraz czytelny kod źródłowy przykładowej implementacji.
Dirac rozwijany jest w C++ na licencjach MPL, GNU GPL i GNU LGPL.

## Inne projekty diracvideo.org
Schrödinger
Kodek napisany w C. W ramach projektu powstały dwie biblioteki (do odtwarzania i kodowania), wtyczki do GStreamera oraz specyfikacja umieszczania takich strumieni w kontenerach Ogg. Nazwa pochodzi od nazwiska innego znanego fizyka, Erwina Schrödingera.
Dirac Pro
Wersja kodeka przeznaczona do zastosowań profesjonalnych.